# Berliner Linie
Die Berliner Linie (seitens des damaligen Berliner Senats auch als Berliner Linie der Vernunft bezeichnet) ist eine Verordnung, nach der neu besetzte Häuser in Berlin innerhalb von 24 Stunden nach Bekanntwerden der Besetzung zu räumen sind. Für die zu Beginn der Gültigkeit der Verordnung bereits besetzten Häuser galt eine weitaus differenziertere Bestimmung.
Die Verordnung entstand im Frühjahr 1981 und wird mittlerweile auch in anderen Städten ähnlich angewandt.

## West-Berlin
Als Mittel gegen die zunehmenden Hausbesetzungen, besonders in Berlin-Kreuzberg, entwickelte 1981 der Übergangssenat unter dem regierenden Bürgermeister Hans-Jochen Vogel die „Berliner Linie der Vernunft“, um gezielt entgegenwirken zu können. Die Maßnahme besagte, dass neu besetzte Häuser, Plätze oder Wohnungen in Berlin innerhalb von 24 Stunden nach Bekanntwerden der Besetzung zu räumen sind.
Nach den Wahlen vom 10. Mai 1981 hatte der neue CDU-Senat Weizsäcker unter Richard von Weizsäcker angekündigt, die Berliner Linie weiterzuführen und konsequenter anwenden zu wollen.
Bereits besetzte Häuser sollten allerdings nur unter bestimmten Voraussetzungen geräumt werden, – nach einer Erklärung des nun CDU-geführten Senats von Berlin am 28. Juni 1983: „Die Bedingungen dafür sind das Vorliegen eines Räumungsbegehrens des Hauseigentümers verbunden mit einem Strafantrag wegen Hausfriedensbruchs, ein komplettes Finanzierungs- und Nutzungskonzept sowie der nach der Räumung sofort mögliche Beginn der Bauarbeiten.“
Diese Erklärung erfolgte nach der überraschenden Räumung eines besetzten Hauses (Willibald-Alexis-Straße 43), die auf Veranlassung von Innensenator Heinrich Lummer entgegen dem Willen des Bausenators Ulrich Rastemborski am 1. Juni 1983 mit der Begründung strafbaren Verhaltens der Bewohner vorgenommen wurde. Hier stand eine Lösung der Legalitätsfrage vor der Tür:

„So wollte die Gossner-Mission, eine Einrichtung der Evangelischen Kirche, zum Preis von 675.000 Mark das Haus für die Besetzer aufkaufen. Vom Innensenator mißtrauisch beäugt, gedieh der Vertrag bis zur Unterschriftsreife. Dann jedoch, über Nacht – […] wegen ‚krimineller Umfeldbelastung‘ […] – ließ Innensenator Heinrich Lummer räumen. [… Er] kündigte an, er werde Verhandlungen ‚nicht bis zum St. Nimmerleinstag‘ zusehen.“

Die Kriterien der Berliner Linie lagen in der ‚Alexis 43‘ offenkundig nicht vor und in der Presse wurde Lummers ‚strafrechtlicher Ansatz‘ als eine Art „vorgeschobener Begründung“ gewertet. Der Senat reagierte einlenkend und betonte „seinen ‚ernsthaften Verhandlungswillen‘. Spekulationen und Unterstellungen, wonach er nicht mehr an Verhandlungslösungen interessiert sei, seien ‚abwegig‘, heißt es in einer [am 28. Juni] beschlossenen Erklärung. […] Gleichzeitig unterstrich er das Festhalten an der sogenannten Berliner Linie“.
Das Vorgehen wurde zudem stark kritisiert, da Lummer ähnlich wie zuvor begründet ein weiteres Haus in der Oranienstraße 198 im Block 104 räumen ließ, denn beide Vorfälle lagen auch unmittelbar vor dem Arbeitsbeginn des alternativen Sanierungsträgers Stattbau, mit dem die Legalisierung und Sanierung von 11 Häusern im Kreuzberger Block 103 vorgesehen war.
Mit Sicherheit verlor der Innensenator durch die Vorfälle im Senat an Handlungsfreiheit: „Lummer räumte immerhin ein, daß er die Konsequenzen der Räumungen falsch eingeschätzt habe.“

## Nach der Wiedervereinigung
Die Berliner Linie wurde ebenfalls auf die im Rahmen der Wende in Ost-Berlin besetzten Häuser angewandt. 1996 wurde zum zweiten Mal gegen die Berliner Linie verstoßen, als unter dem CDU-Innensenator Jörg Schönbohm ein seit 1990 besetztes Haus ohne gerichtlichen Räumungstitel auf Grundlage des Allgemeinen Sicherheits- und Ordnungsgesetzes (ASOG Bln) geräumt wurde. In der Folge wurde der „Schutz“ von alten Besetzungen fast gar nicht mehr beachtet.
Im Falle der Besetzungen des New Yorck 59 (2005) und der Gerhart-Hauptmann-Schule (2012) wurden trotz der Berliner Linie Hausbesetzungen toleriert und später legalisiert.